# Mã địa lý
Mã địa lý (tiếng Anh là Geographical code ) là loại mã để nhận diện tọa độ của một điểm hay khu vực trên bề mặt Trái Đất. Mã địa lý được phân chia thành nhiều dạng tùy theo cách tính của mỗi nước. Ở Hoa Kỳ, tiêu chuẩn mã địa lý AID (United States Agency for International Development) chia mã địa lý làm 2 phần: X và XX. Trong đó X là vùng địa lý vị trí của quốc gia ví dụ 01=châu Âu; XX là mã địa lý quốc gia, vùng lãnh thổ, phân vùng hay tổ chức,... ví dụ 09=Liên bang Đức. Theo đó, mã địa lý của nước Cộng hòa Xã hội Chủ nghĩa Việt Nam là 440, trước giải phóng miền Bắc có mã là 431, miền Nam có mã là 730.